# Heliobolus lugubris
Heliobolus lugubris — вид ящірок родини ящіркових (Lacertidae). Мешкає в Південній Африці.

## Поширення і екологія
Heliobolus lugubris мешкають на півдні Анголи, в Намібії, Ботсвані, південно-західному Зімбабве, південному Мозамбіку, а також на півночі і північному сході ПАР. Вони живуть в саванах.